# التل الزينبي

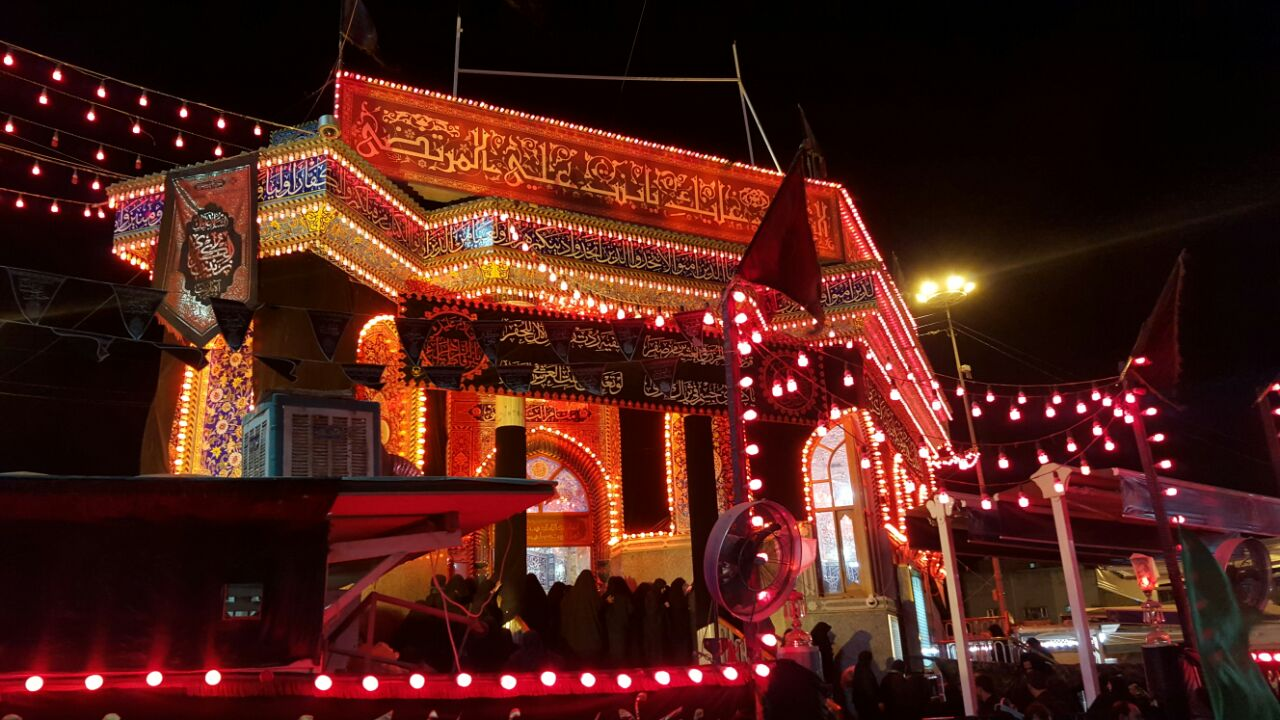
تل الزينبية في مدينة كربلاء 2015.

تل الزينبية أو التل الزينبي هو مكان مرتفع قريب من العتبة الحسينية. كان هذا الموضع يشرف على معركة كربلاء يوم عاشوراء حيث توجهت إليه السيدة زينب، ومن ثم نادت أخاها، فسمي باسمها.

## الموقع
تقع التلة الزينبية في مدينة كربلاء المقدسة في الجهة الغربية من الحرم الحسيني بالقرب من باب الزينبية وهي عبارة عن مرتفع أرضي تلة صغيرة يبلغ ارتفاعها خمسة أمتار عن أرض الحرم الحسيني. وهي على بعد 20 مترا من الحرم الحسيني و35 مترا من مقتل الحسين.

## تاريخ التل
وروي ان هذا التل كان يشرف على مصارع القتلى في حادثة الطف. حيث كانت السيدة زينب الكبرى تتفقد حال اخيها الحسين منه. ولذا عرف هذا المكان الذي كان قرب المقتل بالتلّ الزينبيّة والتل الزينبي علامة شاخصة لدور عقيلة الهاشميين في طف كربلاء وتيمنا بها سمي هذا الموضع باسمها.

## تجديد البناء

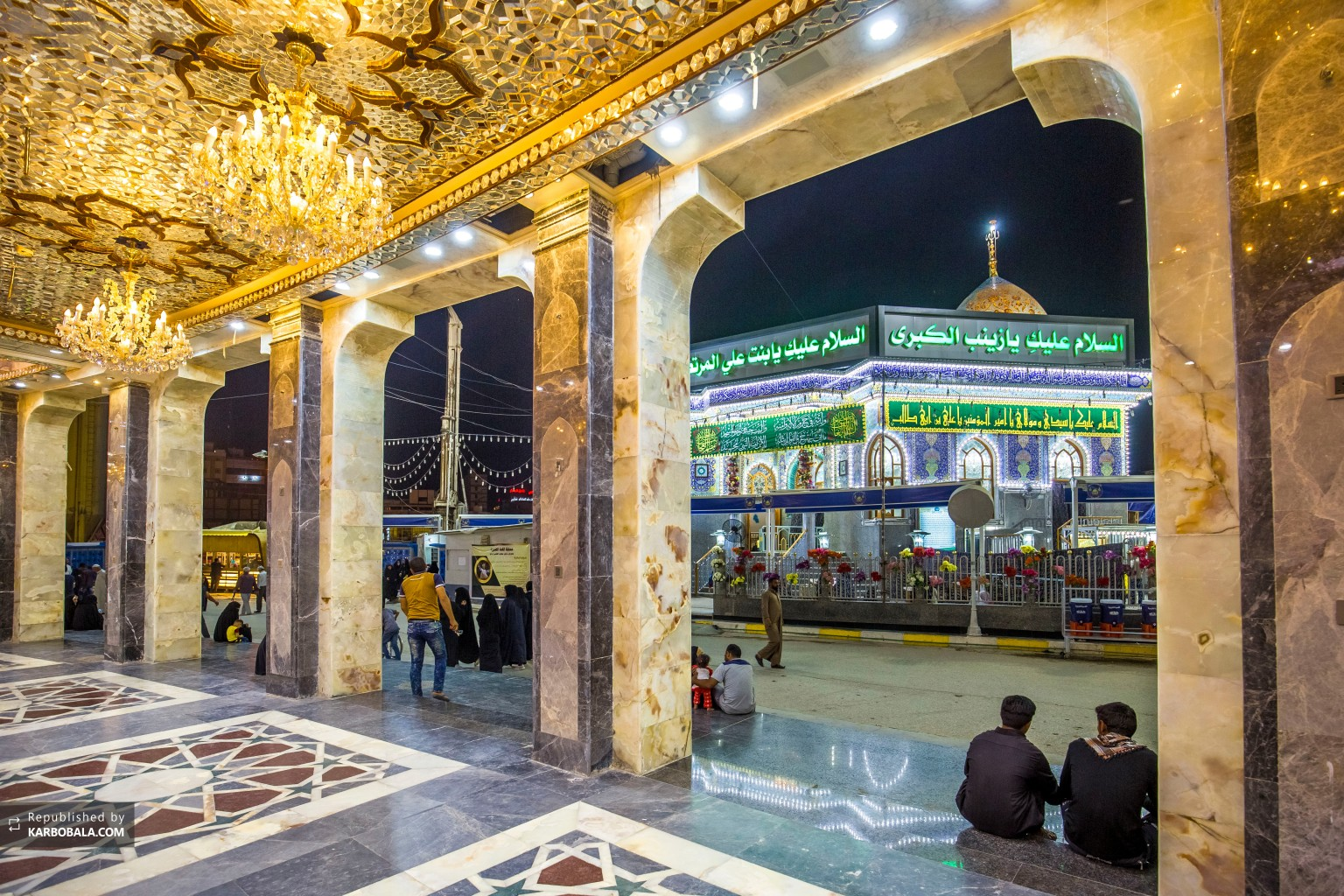
التل الزينبي في عام 2016م

تم تجديد البناء القائم على هذه التلة سنة 1398هـ ورمّم حديثا.

## البناء الحالي
وتبلغ المساحة الإجمالية لصحن المقام بـ 175م مربع وقد كُسي بالمرمر، ويوجد على التل الزينبية سلم صغير كُسي بالمرمر يصل ما بين الصحن والمقام وتعلوه طارمة أمامية مرتكزة على دعامتين ومن ثم يتم الدخول إلى المقام الشريف عبر باب صنع من خشب الصاج بعرض مترين وارتفاع أربعة أمتار، أمّا الحرم الشريف، فتبلغ مساحته مائة متر تقريباً قد كسيت جدرانه بارتفاع مترين بالمرمر تعلوه كتيبة من الكاشي الكربلائي والآيات القرآنية الكريمة. أما البقعة المقدسة وهو الموضع المباشر لوقوف العقيلة زينب فقد غلف بالمرمر بارتفاع أربعة أمتار يتوسطه مشبك إسلامي بارتفاع مترين ونصف يتوسط شباك فضي ذو مصراعين ونقش عليها جميعها آيات من القرآن الكريم وأخيرا فإن البناء تعلوه قبة خضراء ومن الداخل فإنها مزينة بالمرايا وفق الطراز الإسلامي.

## التل في الشعر
ويشير الشاعر الشعبي حسين الكربلائي إلى تل الزينبية بالمقطع التالي: